# Yves Vanlinthout
Yves Vanlinthout (Leuven, 15 mei 1971) is een Vlaams tv-figuur, bekend van zijn rubriek Kris & Yves met Kris Piekaerts in het Vlaamse tv-programma Man bijt hond op de zender Eén.
Vanlinthout heeft het syndroom van Down. Als verslaggever voor Man bijt hond ontmoette hij vele bekende Vlamingen en politici, onder wie Sergio, Steve Stevaert en Herman Le Compte.